# Hendecàgon
En geometria, un hendecàgon és un polígon d'onze costats i, per tant, d'onze vèrtexs.
El nom "hendecàgon" prové de les paraules del grec antic "hendeka" (onze) i γωνία (gōnía, 'cantonada' o 'angle').
Els angles interns d'un hendecàgon sumen 1620º.

## Hendecàgon regular
Un hendecàgon és regular quan tots els seus costats i angles tenen la mateixa mesura. Els seus angles interiors mesuren 147.27 graus (=147 {\displaystyle {\tfrac {3}{11}}} graus).
L'hendecàgon regular no és construïble amb regle i compàs.

### Perímetre
El perímetre d'un hendecàgon regular de costat {\displaystyle L} és 
{\displaystyle P=11\cdot L}

### Àrea
L'àrea d'un hendecàgon regular de costat {\displaystyle L} és
{\displaystyle A={\frac {11}{4}}\cdot L^{2}\cot({\frac {\pi }{11}})\simeq 9.36564\cdot L^{2}.}
O bé, en funció de la apotema, {\displaystyle a_{p}},
{\displaystyle A=11\cdot a_{p}^{2}\cdot {\frac {\sin(\pi /11)}{\sin(9\pi /22)}}=11\cdot a_{p}^{2}\cdot \tan(\pi /11)}